# Antoine Vayer
Pour les articles homonymes, voir Vayer.
Antoine Vayer, né le 18 novembre 1962 dans l’Orne, est un enseignant, entraîneur, auteur et chroniqueur. 

## Biographie
Antoine Vayer est professeur d’EPS dans les Côtes-d'Armor, ancien coureur amateur et ancien entraîneur de l'équipe Festina (1995-1998). Il a entraîné également Christophe Bassons, Jérôme Chiotti, Laurence Leboucher, Jean-Christophe Péraud, Peter Pouly, parmi des dizaines d'autres cyclistes de haut niveau.
Durant sa carrière de cycliste amateur, il remporte plusieurs victoires et obtient notamment le titre de meilleur grimpeur des Trois Jours des Mauges en 1983. Il prend la dixième place de Bordeaux-Saintes en 1984.

## Positions sur le dopage
Antoine Vayer a dirigé AlternatiV, une cellule de recherche, d’entraînement et de communication. Il est notamment connu pour ses prises de position contre le dopage et pour l'éthique du sport, ainsi que pour ses chroniques publiées dans des quotidiens français (Le Monde en 1999 et de 2010 à 2019, L'Humanité en 2001 et 2020, Libération de 2003 à 2009). Il publie aussi sur chronoswatts.com et cyclisme-dopage.com depuis 2020). Depuis 1999, il est rédacteur de rubriques, notamment entraînement, au magazine Le Cycle. 
En 2013, il crée sa maison d'édition, AlternatiV Éditions, où il publie le 7 juin 2013 le magazine Tous dopés ? La preuve par 21.
En 2016, il est la plume et le collaborateur de Je suis le cycliste Masqué, paru chez Hugo Sport. 
Il a créé, notamment avec Hajo Seppelt, SportsLeaks.com, une plateforme sécurisée destinée aux lanceurs d'alerte dans le milieu du sport.
En 2012, le coureur cycliste Steve Houanard, qu'il a entraîné, est contrôlé positif à l'EPO. Vayer répondit que Houanard ne se dopait pas pendant leur collaboration mais que d'autres de ses clients l'ont bien fait.
« Steve Houanard n'est pas mon « protégé ». Du moins, il ne l'était plus depuis un an. [...] Steve avait toujours été clair et prévenu quant à la question du dopage du temps de notre collaboration et est humainement quelqu'un d'une grande qualité. [...] Ce n'est pas la première fois qu'un coureur que je n'entraîne plus se fait rattraper par le dopage et certains se sont dopés pendant que je les entraînais. Je l'ai su a posteriori et en ai toujours parlé clairement avec eux. Je continuerai de le faire et de décrire ces phénomènes dans mes chroniques ou mes interventions pour informer, et répéter que la naïveté du public est vraiment le fonds de commerce du dopage ».
La méthode de calcul des Watts par Antoine Vayer et Frédéric Portoleau est contestée par d'autres intervenants comme l'entraîneur Frédéric Grappe ou le professeur en biomécanique Grégoire Millet,.
En 2016, la parution de Je suis le cycliste masqué livre le témoignage d'un cycliste professionnel anonyme. Certains soupçonnent Vayer d'avoir écrit seul l'ouvrage. Le quotidien Le Monde, dans lequel Antoine Vayer publie des chroniques, rencontre toutefois le coureur.
En 2019, la coureuse Marion Sicot est contrôlée positive à l'EPO. Vayer commente à plusieurs reprises cette affaire en mentionnant l'entraîneur Franck Alaphilippe, cousin de Julian. Sur les conseils de Vayer, Sicot reconnaît une unique prise d'EPO sur France Télévisions et explique que Franck Alaphilippe n'a pas participé au dopage. Vayer reconnaît finalement que Franck Alaphilippe n'a joué aucun rôle.
En septembre 2020, Antoine Vayer tient une chronique quotidienne sur le Tour de France dans L'Humanité avec des illustrations du dessinateur Espé. Une caricature fait polémique. Certains la jugent sexiste : la consultante de France Télévisions, Marion Rousse, y est représentée en tenue sexy avec son compagnon, le coureur Julian Alaphilippe. Le journal décide de mettre fin à sa collaboration avec le dessinateur, expliquant que le dessin est « contraire aux valeurs de L'Humanité, qui promeut la dignité des êtres humains et le combat féministe. ». Par solidarité, Antoine Vayer décide d'interrompre la publication de ses chroniques dans le quotidien. Il les édite alors et dorénavant sur chronoswatts.com et sur cyclisme-dopage.com. Revenant sur le sujet en juin 2021, Jean-Emmanuel Ducoin, rédacteur en chef du journal, évoque un dessin "maladroit et mal compris".
En 2022, il entame une collaboration avec Voile Magazine.

## Œuvres
- Pouvez-vous gagner le Tour de France ? (Avec Frédéric Portoleau, Librairie Polar 2002)
- La pleine puissance en cyclisme (Librairie Polar 2001)
- Tous dopés ? La preuve par 21 (AlternatiV Editions 2013)
- Je suis le cycliste masqué (Hugo Sport 2016)